# Ohotnij Rjad metróállomás
A moszkvai metrónak az 1-es számú, piros színnel jelzett, Szokolnyicseszkaja nevű vonalán található Ohotnij Rjad állomás a Tverszkoj kerületben, a főváros Központi közigazgatási körzetében, a Kreml északi sarka, az Uglovaja Arszenalnaja torony és a Vörös tér közelében található, mely utóbbihoz ez a legközelebbi metróállomás. Az állomásról átszállási lehetőség nyílik az Tyeatralnaja (Zamoszkvoreckaja vonal) és a Ploscsagy Revoljucii (Arbatszko-Pokrovszkaja vonal) állomásokra. (Az átszállás eleinte a felszíni bejárati csarnokokon keresztül volt lehetséges, később azonban kiépítették a föld alatt gyalogos összeköttetéseket is.) 1935. május 15-én, a moszkvai metró első szakasza, a Szokolnyiki – Park Kulturi vonal átadásakor nyitották meg. Szomszédos állomásai ezen a vonalon a Bibliotyeka imenyi Lenyina és a Lubjanka.
A 16 méter mélyen fekvő, három csöves, pilonos kiképzésű, szigetperonos állomást egyedi bányászati módszerekkel mélyítették. Megépítésekor ez volt a világ legnagyobb mély építésű metróállomása.

## Nevének eredete
Az állomás nevét a közeli Ohotnij Rjad utcáról kapta. Ennek a helyén volt régebben az azonos nevű tér, ami pedig 18-19. századi itteni, vadászati zsákmányokkal (vaddisznó-, őz- és szarvashús, vadmadár) kereskedő piacról, árudákról kapta a nevét (magyarul Vadász-sor). 1956-ban a teret utcává alakították át, majd 1961-1990 között a proszpekt Marksza része volt.
A metróállomás eredeti neve a maival azonos volt, majd 1955-ben Lazar Moiszejevics Kaganovics szovjet politikusról nevezték el. Addig az egész moszkvai metró Kaganovics nevét viselte, de ekkor azt Leninről nevezték el; Kaganovics mintegy kárpótlásul kapta meg ezt az állomást. 1957-re azonban Kaganovics teljesen kegyvesztett lett, eltávolították a vezetésből, és a metróállomás visszakapta eredeti nevét. 1961 és 1990 között a felette húzódó út elnevezése után a Proszpekt Marksza nevet kapta az állomás is, majd megint visszakapta eredeti nevét.    

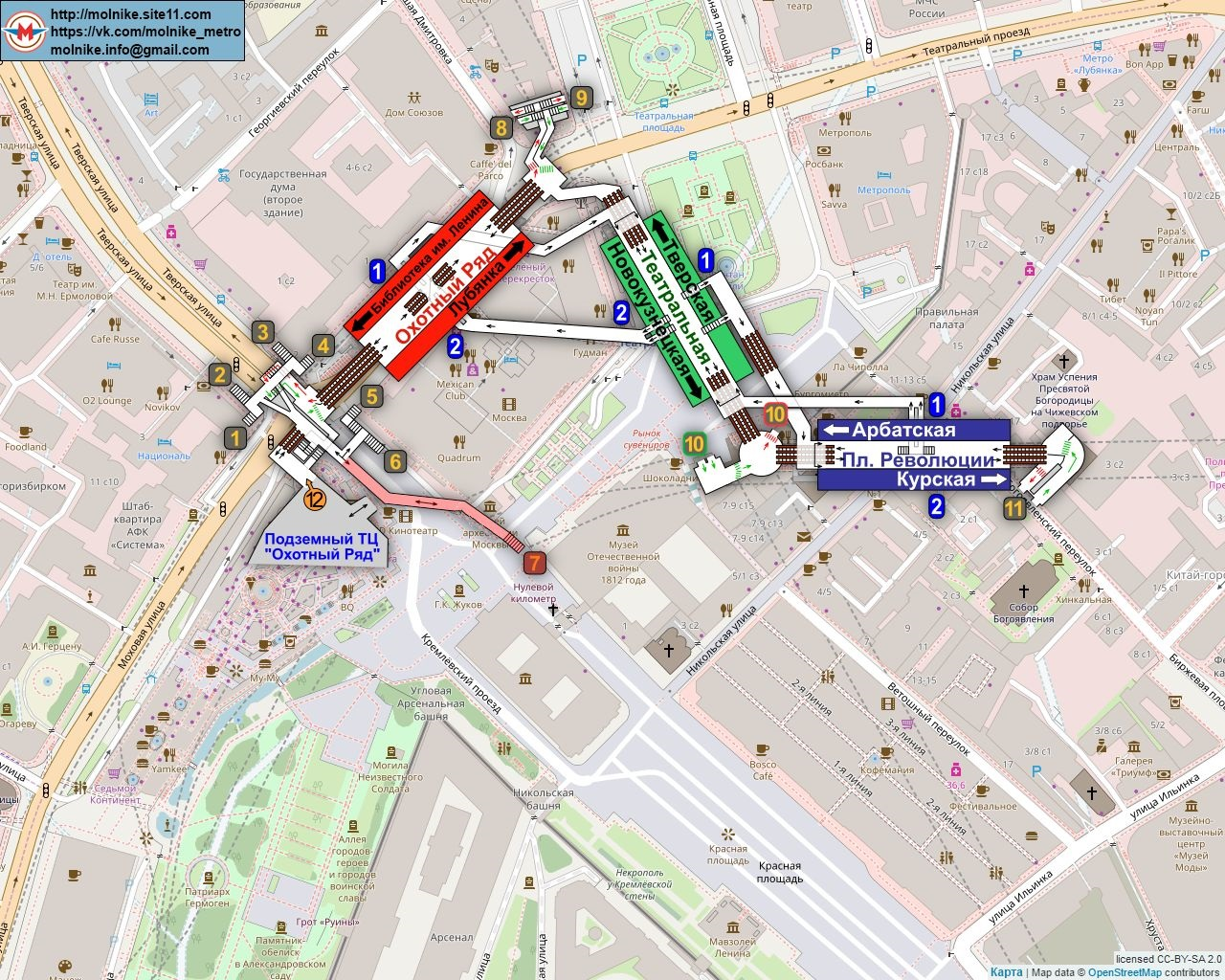
A csomópont három állomása a város térképén, balra pirossal az Ohotnij Rjad

## Fordítás
- Ez a szócikk részben vagy egészben  a(z)   Охотный Ряд (станция метро) című orosz Wikipédia-szócikk ezen változatának fordításán alapul.  Az eredeti cikk szerkesztőit annak laptörténete sorolja fel. Ez a jelzés csupán a megfogalmazás eredetét és a szerzői jogokat jelzi, nem szolgál a cikkben szereplő információk forrásmegjelöléseként.